# Gekraagde dansvlieg
De gekraagde dansvlieg (Empis decora) is een vlieg uit de familie van de dansvliegen (Empididae). De wetenschappelijke naam van de soort werd in 1822 gepubliceerd door Johann Wilhelm Meigen.